# Liar (Camila Cabello)
Liar is een single van de Cubaans-Amerikaanse zangeres Camila Cabello. Het nummer werd op 5 september 2019 uitgebracht als de eerste single van haar tweede soloalbum Romance naast Shameless. Liar is een popnummer met flamenco-invloeden.

## Achtergrond
Op 1 september 2019 plaatste Cabello op haar social media een teaser van een nieuw project met de naam Romantic. Daarin werd de releasedatum van het eerste nummer aangekondigd. Cabello uploadde alvast verschillende foto's van de albumhoes, voordat deze officieel werd onthuld op 4 september 2019.

## Videoclip
De videoclip van het nummer ging eveneens in première op 5 september, samen met de andere nieuwe single Shameless, die dezelfde dag uitkwam.